# Trailways Express
Trailways Express è un album di Philly Joe Jones, registrato a Londra nel 1968 e pubblicato dalla Black Lion Records nel 1971.

## Tracce
Lato A
1. Mo Jo – 4:29 (Philly Joe Jones) – Registrato il 31 ottobre 1968 al "Trident Studios", Londra (UK)
2. Gone, Gone, Gone – 8:23 (George Gershwin, Ira Gershwin, DuBose Heyward) – Registrato il 31 ottobre 1968 al "Trident Studios", Londra (UK)
3. Baubles, Bangles and Beads – 6:27 (George "Chet" Forrest, Robert Craig Wright) – Registrato il 31 ottobre 1968 al "Trident Studios", Londra (UK)

Lato B
1. Trailways Express – 4:02 (Philly Joe Jones) – Registrato il 1º ottobre 1968 al "Trident Studios", Londra (UK)
2. Here's That Rainy Day – 9:07 (Jimmy Van Heusen, Johnny Burke) – Registrato il 31 ottobre 1968 al "Trident Studios", Londra (UK)
3. Ladybird – 5:20 (Tadd Dameron) – Registrato il 31 ottobre 1968 al "Trident Studios", Londra (UK)

## Musicisti
Brani A1, A2, A3, B2 & B3
- Philly Joe Jones - batteria
- Peter King - sassofono alto
- Harold McNair - sassofono tenore
- Kenny Wheeler - tromba
- Chris Pyne - trombone
- Mick Pyne - pianoforte
- Ron Mathewson - contrabbasso

Brano B1
- Philly Joe Jones - batteria
- Peter King - sassofono alto
- Harold McNair - sassofono tenore
- Les Condon - tromba
- Chris Pyne - trombone
- Mick Pyne - pianoforte
- John Hart - contrabbasso